# Narfi frá Hrísey
Le Narfi frá Hrísey est un club de hockey sur glace de Hrísey en Islande. Il évolue dans le Championnat d'Islande de hockey sur glace.

## Historique
Le club est créé en 1964.

## Palmarès
- Aucun titre.